# Datumgränsen

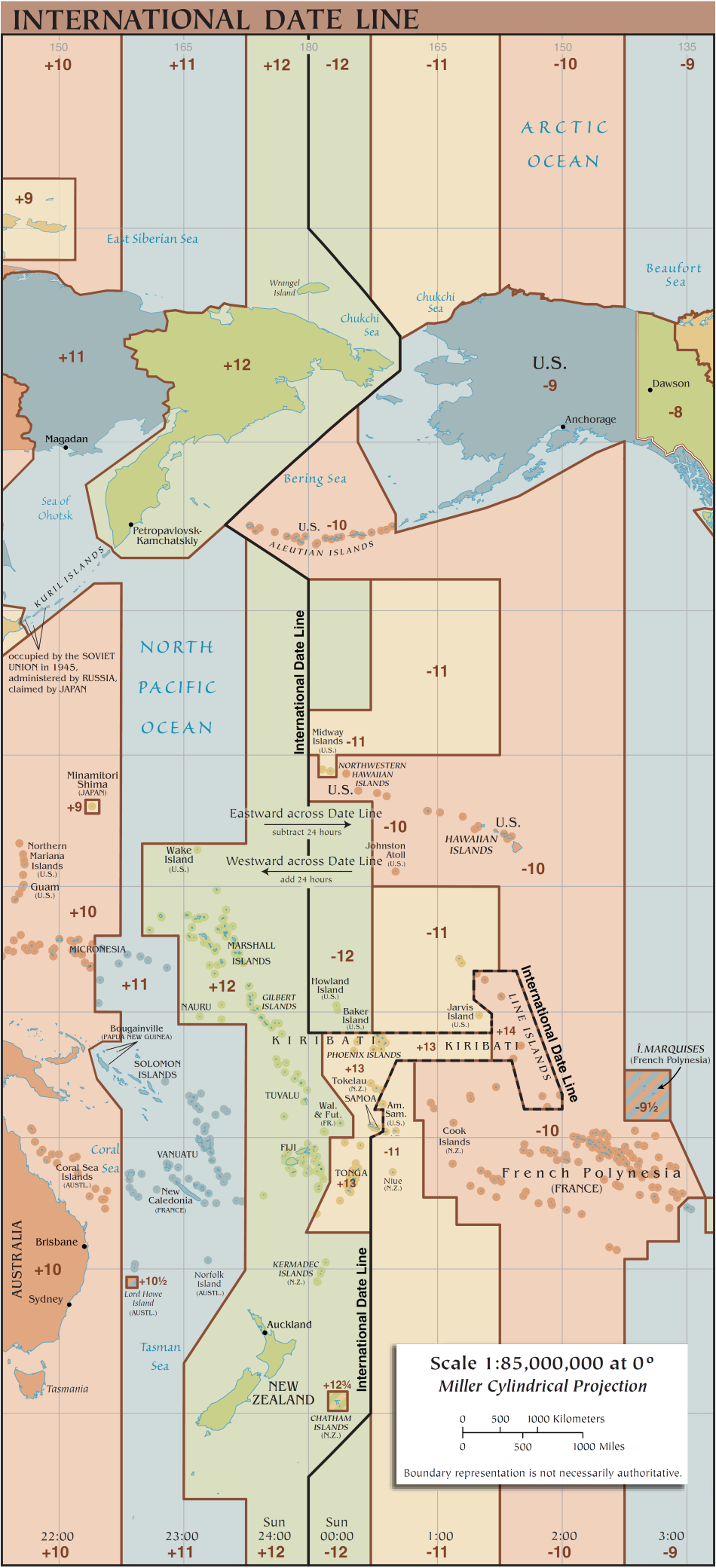
Datumgränsen.

En förenklad illustration av relationen mellan datumgränsen och datum och tid på dygnet. Varje färg representerar olika datum.

Datumgränsen är en nord–sydlig linje på jordklotet där datumet växlar om man passerar den.
Datumgränsen följer en internationell överenskommelse om tidszoner för fartyg på öppet hav. Linjen följer ungefär 180°-meridianen i Stilla havet, men avviker lite och följer longitud 172½°W på norra delen av södra halvklotet, och rundar även Alaska och Ryssland. Gränsen går inte över land utan endast över havet (undantaget Antarktis), normalt mellan länder, och inte genom länder, undantaget Cooköarna som tillhör Nya Zeeland (men inte har Nya Zeelands datum). Vissa amerikanska förvaltningsområden som till exempel Guam ligger väster om datumgränsen. Östra Kiribati, Samoa och Tokelau har valt att avvika och ha datum från väster om gränsen fast de ligger öster om den formella datumgränsen.
I Antarktis finns inga officiella tidszoner, och baserna följer en lämplig tidszon, ofta hemlandets tidszon. Man kan säga att tidszoner i Antarktis fungerar som på havet, och baserna som om de var öar där man valt tidszon själva. Datumgränsen går här på land längs 180°-meridianen. Den slutar i sydpolstrakten, dock inte vid Sydpolen, eftersom alla baser där följer Nya Zeeland-tid.

## Varför det finns en datumgräns
En datumgräns måste med nödvändighet finnas, åtminstone om alla länder har samma kalender (eller kalendrar med fast skillnad såsom Ryssland före 1917), eftersom varje land själv bestämmer över dess tid och datum. Klockan är mer ju längre österut man kommer, och mindre ju längre västerut man kommer. Eftersom jorden är rund möts tid och datum österut och västerut någonstans. Datumgränsen går alltså på det ställe som blir följden av ländernas beslut över om man ska tillhöra den västra eller den östra delen av gränsen. Exempelvis ligger Nya Zeeland på tid GMT +12 timmar och Hawaii GMT –10. Klockan är alltså 22 timmar mer i Nya Zeeland. Om man reser från Nya Zeeland direkt till Hawaii måste man ställa tillbaka klockan ett dygn.
Datumgränsens läge bestäms på fyra olika sätt:
1. Varje land bestämmer sin officiella tid, och därmed vilken sida om datumgränsen de ligger. Detta gäller på land och territorialvatten. Datumgränsen har ibland flyttats på grund av ett lands egna beslut.
2. En konferens 1884, uppdaterat 1917, bestämde datumgränsens läge på internationellt vatten, men inte på land.
3. Kartritare ritar datumgränsen på ett lämpligt sätt, ett slags mellanting av de två första sätten. Till exempel ligger östra Kiribatis öar väster om datumgränsen enligt landets egna beslut, medan internationellt vatten runt dem ligger öster om datumgränsen. Så brukar man dock inte rita.
4. Fartyg till sjöss väljer själva vilken tid som ska tillämpas ombord, ofta baserat på hamn för avgång eller ankomst.

## Historik
En datumgräns började finnas när man började använda den kristna kalendern i Stillahavsregionen. Filippinerna koloniserades på 1560-talet av spanjorer från Mexiko, och fick då amerikanskt datum. Portugiser och holländare etablerade sig i Indonesien på 1500-talet och följde asiatiskt datum, och då blev det en datumgräns däremellan. Gränsen bestämdes delvis i Zaragozafördraget 1529.
Datumgränsen har historiskt flyttats beroende på vissa länders beslut. På 1800-talet flyttades datumgränsen när Filippinerna (1844), Alaska (1867) och Samoa (1892) bytte sida. Alaska såldes av Ryssland till USA 1867.
Man kan i viss mån säga att Ryssland och en del grannländer hade en egen slags datumgräns runt sig före 1917 eftersom de fortfarande använde den julianska kalendern, som skilde sig 12–13 dagar från den gregorianska. Man fick ställa om datum när man reste dit.
År 1995 flyttades gränsen för Kiribati, ett relativt nybildat land som skars av datumgränsen, och som beslutade att man skulle ha samma datum inom landet. Då skapades en stor utbuktning i gränsen.
Samoa och Tokelau flyttade i december 2011 fram klockan 24 timmar. Det gjordes för att få samma datum som Australien och Nya Zeeland som är de länder man har mest handel med. Det innebar en ny flytt av datumgränsen.